# Сен-Марьен
Сен-Марье́н (фр. Saint-Marien) — коммуна во Франции, находится в регионе Лимузен. Департамент коммуны — Крёз. Входит в состав кантона Буссак. Округ коммуны — Гере.
Код INSEE коммуны — 23213.

## Население
Население коммуны на 2010 год составляло 184 человека.
| 1962 | 1968 | 1975 | 1982 | 1990 | 1999 | 2010 |
| ---- | ---- | ---- | ---- | ---- | ---- | ---- |
| 389  | 354  | 304  | 262  | 232  | 186  | 184  |

## Экономика
В 2010 году среди 116 человек трудоспособного возраста (15—64 лет) 90 были экономически активными, 26 — неактивными (показатель активности — 77,6 %, в 1999 году было 72,3 %). Из 90 активных жителей работали 74 человека (44 мужчины и 30 женщин), безработных было 16 (8 мужчин и 8 женщин). Среди 26 неактивных 13 человек были учениками или студентами, 5 — пенсионерами, 8 были неактивными по другим причинам.